# Compsoptera acutaria
Compsoptera acutaria là một loài bướm đêm trong họ Geometridae.